# Joseph Bradley Varnum

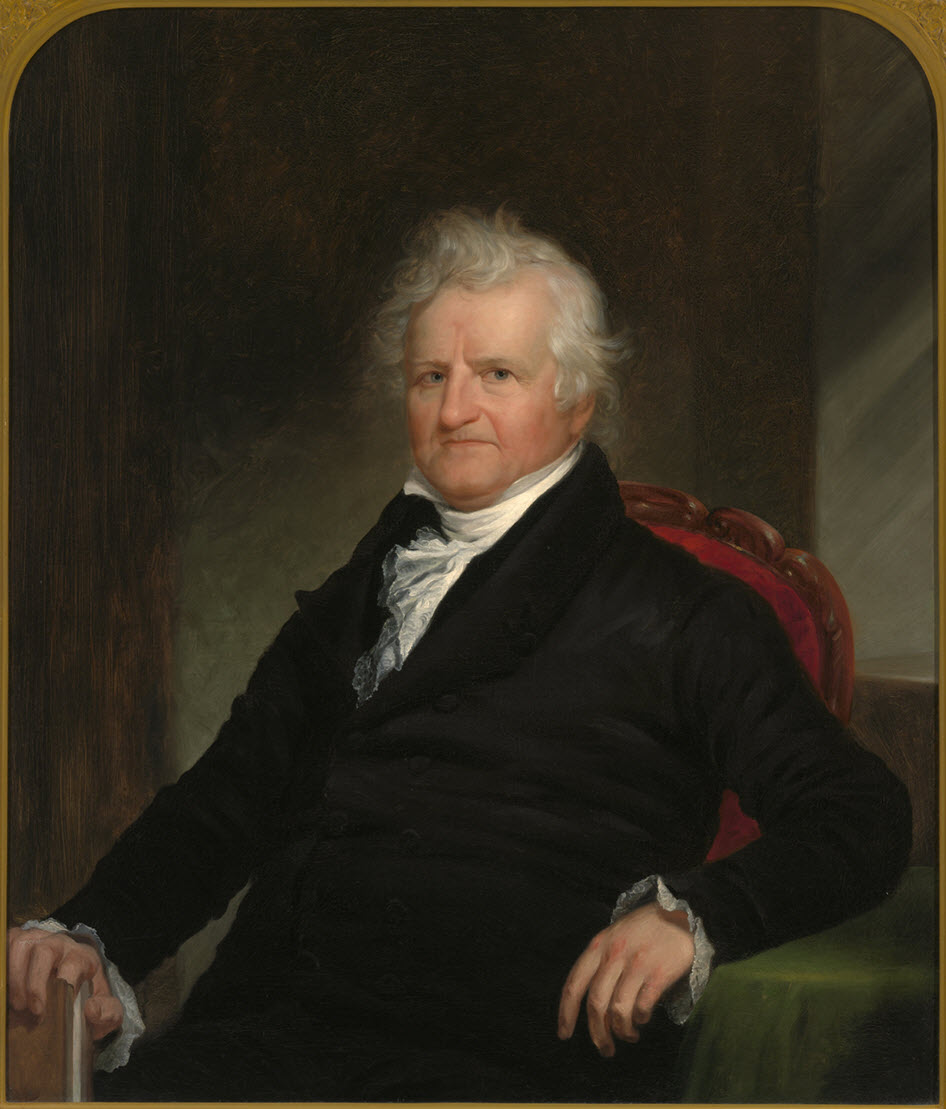
Joseph Bradley Varnum

Joseph Bradley Varnum (* 29. Januar 1751 in Dracut, Province of Massachusetts Bay; † 21. September 1821 ebenda) war ein US-amerikanischer Politiker der Demokratisch-Republikanischen Partei aus dem Bundesstaat Massachusetts.

## Leben
Joseph Varnum wurde in Dracut, Massachusetts geboren. Sein Bruder war James Mitchell Varnum. Er war ein Farmer, der trotz seiner geringen Ausbildung genug gelernt hatte, um am hiesigen Gericht als Richter zu arbeiten. Nachdem er im Amerikanischen Unabhängigkeitskrieg als Soldat eingesetzt worden war, diente er 15 Jahre der Legislative in Massachusetts, beginnend mit dem Repräsentantenhaus von 1780 bis 1785 und endend mit dem Senat des Bundesstaats Massachusetts von 1786 bis 1795.

## Politik
Im Jahr 1795 wurde Varnum ins US-Repräsentantenhaus gewählt, wo er vom 4. März 1795 bis zu seinem Rücktritt am 29. Juni 1811 tätig war. In den letzten vier Jahren seiner Amtszeit saß er dem Repräsentantenhaus als Sprecher vor. Im Jahr 1811 wurde Varnum für eine Periode in den US-Senat gewählt. 1817 kehrte er nach Massachusetts zurück und ließ sich wieder in den Senat von Massachusetts wählen, wo er bis zu seinem Tod blieb. Er starb in seiner Heimatstadt und wurde auf dem Varnum Cemetery begraben, welcher nach ihm benannt wurde.